# Llista d'asteroides/118301–118400
| Nom      | Designació provisional | Data de descobriment | Lloc de descobriment | Descobridor/s         |
| -------- | ---------------------- | -------------------- | -------------------- | --------------------- |
| 118301 - | 1998 TO16              | 14 d'octubre, 1998   | Caussols             | ODAS                  |
| 118302 - | 1998 TX36              | 14 d'octubre, 1998   | Anderson Mesa        | LONEOS                |
| 118303 - | 1998 UG                | 17 d'octubre, 1998   | Catalina             | CSS                   |
| 118304 - | 1998 UQ20              | 28 d'octubre, 1998   | Višnjan Observatory  | K. Korlević           |
| 118305 - | 1998 UU30              | 18 d'octubre, 1998   | La Silla             | E. W. Elst            |
| 118306 - | 1998 US39              | 28 d'octubre, 1998   | Socorro              | LINEAR                |
| 118307 - | 1998 VM1               | 10 de novembre, 1998 | Socorro              | LINEAR                |
| 118308 - | 1998 VT7               | 10 de novembre, 1998 | Socorro              | LINEAR                |
| 118309 - | 1998 VR9               | 10 de novembre, 1998 | Socorro              | LINEAR                |
| 118310 - | 1998 VP32              | 15 de novembre, 1998 | Catalina             | CSS                   |
| 118311 - | 1998 VU36              | 10 de novembre, 1998 | Socorro              | LINEAR                |
| 118312 - | 1998 VM39              | 11 de novembre, 1998 | Socorro              | LINEAR                |
| 118313 - | 1998 WV2               | 17 de novembre, 1998 | Caussols             | ODAS                  |
| 118314 - | 1998 WG11              | 21 de novembre, 1998 | Socorro              | LINEAR                |
| 118315 - | 1998 WR12              | 21 de novembre, 1998 | Socorro              | LINEAR                |
| 118316 - | 1998 WC15              | 21 de novembre, 1998 | Socorro              | LINEAR                |
| 118317 - | 1998 WK41              | 18 de novembre, 1998 | Socorro              | LINEAR                |
| 118318 - | 1998 XW                | 7 de desembre, 1998  | Caussols             | ODAS                  |
| 118319 - | 1998 XP10              | 15 de desembre, 1998 | Caussols             | ODAS                  |
| 118320 - | 1998 XB11              | 15 de desembre, 1998 | Caussols             | ODAS                  |
| 118321 - | 1998 XS12              | 15 de desembre, 1998 | Višnjan Observatory  | K. Korlević           |
| 118322 - | 1998 XK48              | 14 de desembre, 1998 | Socorro              | LINEAR                |
| 118323 - | 1998 XU52              | 14 de desembre, 1998 | Socorro              | LINEAR                |
| 118324 - | 1998 XB57              | 15 de desembre, 1998 | Socorro              | LINEAR                |
| 118325 - | 1998 XP71              | 14 de desembre, 1998 | Socorro              | LINEAR                |
| 118326 - | 1998 YR20              | 25 de desembre, 1998 | Kitt Peak            | Spacewatch            |
| 118327 - | 1998 YZ20              | 26 de desembre, 1998 | Kitt Peak            | Spacewatch            |
| 118328 - | 1998 YH21              | 26 de desembre, 1998 | Kitt Peak            | Spacewatch            |
| 118329 - | 1998 YG24              | 16 de desembre, 1998 | Socorro              | LINEAR                |
| 118330 - | 1999 AP                | 4 de gener, 1999     | Farra d'Isonzo       | Farra d'Isonzo        |
| 118331 - | 1999 AM2               | 9 de gener, 1999     | Oizumi               | T. Kobayashi          |
| 118332 - | 1999 AK14              | 8 de gener, 1999     | Kitt Peak            | Spacewatch            |
| 118333 - | 1999 AB24              | 15 de gener, 1999    | Catalina             | CSS                   |
| 118334 - | 1999 AY24              | 15 de gener, 1999    | Caussols             | ODAS                  |
| 118335 - | 1999 BF2               | 19 de gener, 1999    | Catalina             | CSS                   |
| 118336 - | 1999 BB7               | 20 de gener, 1999    | Farra d'Isonzo       | Farra d'Isonzo        |
| 118337 - | 1999 BQ9               | 23 de gener, 1999    | Catalina             | CSS                   |
| 118338 - | 1999 CS                | 5 de febrer, 1999    | Oizumi               | T. Kobayashi          |
| 118339 - | 1999 CK18              | 10 de febrer, 1999   | Socorro              | LINEAR                |
| 118340 - | 1999 CL20              | 10 de febrer, 1999   | Socorro              | LINEAR                |
| 118341 - | 1999 CK25              | 10 de febrer, 1999   | Socorro              | LINEAR                |
| 118342 - | 1999 CW26              | 10 de febrer, 1999   | Socorro              | LINEAR                |
| 118343 - | 1999 CT27              | 10 de febrer, 1999   | Socorro              | LINEAR                |
| 118344 - | 1999 CS42              | 10 de febrer, 1999   | Socorro              | LINEAR                |
| 118345 - | 1999 CZ45              | 10 de febrer, 1999   | Socorro              | LINEAR                |
| 118346 - | 1999 CA48              | 10 de febrer, 1999   | Socorro              | LINEAR                |
| 118347 - | 1999 CM60              | 12 de febrer, 1999   | Socorro              | LINEAR                |
| 118348 - | 1999 CT86              | 10 de febrer, 1999   | Socorro              | LINEAR                |
| 118349 - | 1999 CG88              | 10 de febrer, 1999   | Socorro              | LINEAR                |
| 118350 - | 1999 CR89              | 10 de febrer, 1999   | Socorro              | LINEAR                |
| 118351 - | 1999 CF98              | 10 de febrer, 1999   | Socorro              | LINEAR                |
| 118352 - | 1999 CA101             | 10 de febrer, 1999   | Socorro              | LINEAR                |
| 118353 - | 1999 CZ104             | 12 de febrer, 1999   | Socorro              | LINEAR                |
| 118354 - | 1999 CY149             | 13 de febrer, 1999   | Kitt Peak            | Spacewatch            |
| 118355 - | 1999 CA154             | 14 de febrer, 1999   | Anderson Mesa        | LONEOS                |
| 118356 - | 1999 EM3               | 12 de març, 1999     | Bergisch Gladbach    | W. Bickel             |
| 118357 - | 1999 EM11              | 15 de març, 1999     | Kitt Peak            | Spacewatch            |
| 118358 - | 1999 FH2               | 16 de març, 1999     | Kitt Peak            | Spacewatch            |
| 118359 - | 1999 FZ3               | 16 de març, 1999     | Kitt Peak            | Spacewatch            |
| 118360 - | 1999 FV4               | 17 de març, 1999     | Kitt Peak            | Spacewatch            |
| 118361 - | 1999 FX4               | 17 de març, 1999     | Kitt Peak            | Spacewatch            |
| 118362 - | 1999 FS17              | 23 de març, 1999     | Kitt Peak            | Spacewatch            |
| 118363 - | 1999 FH46              | 20 de març, 1999     | Socorro              | LINEAR                |
| 118364 - | 1999 FT47              | 20 de març, 1999     | Socorro              | LINEAR                |
| 118365 - | 1999 FQ52              | 20 de març, 1999     | Socorro              | LINEAR                |
| 118366 - | 1999 GK                | 5 d'abril, 1999      | Modra                | J. Tóth, D. Kalmančok |
| 118367 - | 1999 GC4               | 12 d'abril, 1999     | Woomera              | F. B. Zoltowski       |
| 118368 - | 1999 GE11              | 11 d'abril, 1999     | Kitt Peak            | Spacewatch            |
| 118369 - | 1999 GF11              | 11 d'abril, 1999     | Kitt Peak            | Spacewatch            |
| 118370 - | 1999 GT13              | 14 d'abril, 1999     | Kitt Peak            | Spacewatch            |
| 118371 - | 1999 GE33              | 12 d'abril, 1999     | Socorro              | LINEAR                |
| 118372 - | 1999 GV33              | 12 d'abril, 1999     | Socorro              | LINEAR                |
| 118373 - | 1999 GD41              | 12 d'abril, 1999     | Socorro              | LINEAR                |
| 118374 - | 1999 GU55              | 7 d'abril, 1999      | Kitt Peak            | Spacewatch            |
| 118375 - | 1999 HB4               | 16 d'abril, 1999     | Kitt Peak            | Spacewatch            |
| 118376 - | 1999 HE4               | 16 d'abril, 1999     | Kitt Peak            | Spacewatch            |
| 118377 - | 1999 HW7               | 19 d'abril, 1999     | Kitt Peak            | Spacewatch            |
| 118378 - | 1999 HT11              | 17 d'abril, 1999     | Kitt Peak            | Kitt Peak             |
| 118379 - | 1999 HC12              | 18 d'abril, 1999     | Kitt Peak            | Kitt Peak             |
| 118380 - | 1999 JQ5               | 10 de maig, 1999     | Socorro              | LINEAR                |
| 118381 - | 1999 JU5               | 12 de maig, 1999     | Socorro              | LINEAR                |
| 118382 - | 1999 JH6               | 12 de maig, 1999     | Socorro              | LINEAR                |
| 118383 - | 1999 JE7               | 8 de maig, 1999      | Catalina             | CSS                   |
| 118384 - | 1999 JA8               | 12 de maig, 1999     | Socorro              | LINEAR                |
| 118385 - | 1999 JP11              | 12 de maig, 1999     | Socorro              | LINEAR                |
| 118386 - | 1999 JF14              | 13 de maig, 1999     | Socorro              | LINEAR                |
| 118387 - | 1999 JC15              | 12 de maig, 1999     | Socorro              | LINEAR                |
| 118388 - | 1999 JR42              | 10 de maig, 1999     | Socorro              | LINEAR                |
| 118389 - | 1999 JV42              | 10 de maig, 1999     | Socorro              | LINEAR                |
| 118390 - | 1999 JS49              | 10 de maig, 1999     | Socorro              | LINEAR                |
| 118391 - | 1999 JV117             | 13 de maig, 1999     | Socorro              | LINEAR                |
| 118392 - | 1999 JO124             | 10 de maig, 1999     | Socorro              | LINEAR                |
| 118393 - | 1999 KB3               | 17 de maig, 1999     | Kitt Peak            | Spacewatch            |
| 118394 - | 1999 NV7               | 13 de juliol, 1999   | Socorro              | LINEAR                |
| 118395 - | 1999 NB65              | 14 de juliol, 1999   | Socorro              | LINEAR                |
| 118396 - | 1999 RY29              | 8 de setembre, 1999  | Socorro              | LINEAR                |
| 118397 - | 1999 RO45              | 8 de setembre, 1999  | Uccle                | T. Pauwels            |
| 118398 - | 1999 RO58              | 7 de setembre, 1999  | Socorro              | LINEAR                |
| 118399 - | 1999 RM61              | 7 de setembre, 1999  | Socorro              | LINEAR                |
| 118400 - | 1999 RB63              | 7 de setembre, 1999  | Socorro              | LINEAR                |